# Campionat del Món de Trial indoor 1999
|  | Per al campionat del món a l'aire lliure d'aquell any, vegeu Campionat del Món de Trial 1999 |

La temporada de 1999 del Campionat del Món de Trial indoor fou la 7a edició d'aquest campionat, organitzat per la FIM. El calendari oficial constava de 8 proves puntuables, celebrades entre el 2 de gener i el 14 de març. Una de les proves destacades va ser el Trial Indoor de Barcelona, disputat el 7 de febrer.
Dougie Lampkin va guanyar el tercer dels seus cinc títols mundials indoor consecutius, de nou, per davant de Marc Colomer. Tots dos es van repartir les victòries al llarg de la temporada (quatre cadascun), per bé que l'anglès va obtenir tres podis més i el català, només un.

## Sistema de puntuació
| Posició | 1  | 2  | 3  | 4  | 5  | 6  | 7 | 8 | 9 | 10 |
| Punts   | 20 | 17 | 15 | 13 | 11 | 10 | 9 | 8 | 7 | 6  |

## Calendari
| Ronda | Data         | Prova         | Lloc      | Guanyador      |
| ----- | ------------ | ------------- | --------- | -------------- |
| 1     | 2 de gener   | Gran Bretanya | Sheffield | Dougie Lampkin |
| 2     | 22 de gener  | França        | Lo Canet  | Dougie Lampkin |
| 3     | 7 de febrer  | Espanya       | Barcelona | Marc Colomer   |
| 4     | 19 de febrer | Àustria       | Viena     | Dougie Lampkin |
| 5     | 20 de febrer | Portugal      | Lisboa    | Marc Colomer   |
| 6     | 27 de febrer | Alemanya      | Bremen    | Dougie Lampkin |
| 7     | 6 de març    | Espanya       | Madrid    | Marc Colomer   |
| 8     | 14 de març   | Itàlia        | Torí      | Marc Colomer   |

## Classificació final
| Posició | Pilot             | Motocicleta | Punts |
| ------- | ----------------- | ----------- | ----- |
| 1       | Dougie Lampkin    | Beta        | 142   |
| 2       | Marc Colomer      | Montesa     | 134   |
| 3       | Steve Colley      | Gas Gas     | 107   |
| 4       | Graham Jarvis     | Scorpa      | 100   |
| 5       | Amós Bilbao       | Montesa     | 88    |
| 6       | Marcel Justribó   | Montesa     | 74    |
| 7       | David Cobos       | Sherco      | 32    |
| 8       | Bruno Camozzi     | Gas Gas     | 30    |
| 9       | Takahisa Fujinami | Honda       | 17    |
| 10      | Donato Miglio     | Beta        | 9     |